# Plecoptera stuhlmanni
Plecoptera stuhlmanni là một loài bướm đêm trong họ Erebidae.